# ハヴィランド・モリス
ハヴィランド・モリス（Haviland Morris,  1959年9月14日 - ）は、アメリカ合衆国の女優、不動産仲介業者である。

## 来歴
1959年、ニュージャージー州に生まれる。電気関係の会社で働いていた父親の仕事の関係で、幼少時代のほとんどを香港とシンガポールで過ごした。
ニューヨーク州立大学パーチェス校へ進学し、エイダン・クインとダリル・ハンナが主演した『俺たちの明日』（1984年）で映画デビューを果たす。1987年にはマドンナ主演の『フーズ・ザット・ガール』などにも出演して順調にキャリアを重ねていった。フィルモグラフィの中でも、『グレムリン2 新・種・誕・生』（1990年）でのザック・ギャリガン演じる主人公ビリーの上司役や、『ホーム・アローン3』（1997年）でのアレックス・D・リンツ演じる主人公アレックスの母親役などが特に知られている。
現在はテレビドラマや映画などでの女優業に加えて、不動産仲介業者としても働いている。

### 私生活
現在は結婚しており、1児の母親でもある。

## 出演作品

### 映画
- 俺たちの明日 Reckless (1984)
- すてきな片想い Sixteen Candles (1984)
- Royal Match (1985) ※テレビ映画
- ジョージ・ワシントン George Washington II: The Forging of a Nation (1986) ※テレビ映画
- フーズ・ザット・ガール Who's That Girl (1987)
- バラ色の選択 Love or Money (1990)
- ショック・トゥ・ザ・システム 殺意のシステム A Shock to the System (1990)
- グレムリン2 新・種・誕・生 Gremlins 2 The New Batch (1990)
- ホーム・アローン3 Home Alone 3 (1997)
- リック Rick (2003)
- The Baxter (2005)
- ジョシュア 悪を呼ぶ少年 Joshua (2007)
- チェリークラッシュ Cherry Crush (2007)
- 恋する宇宙 Adam (2009)
- ファイティング・フィッシュ Fighting Fish (2010)
- Oka! (2011)
- Jack and Diane (2012)
- Nous York (2012)
- ノーイースター Nor'easter (2012)
- Burning Blue (2013)

### テレビドラマ
- ファミリー・タイズ Family Ties (1985)
- フロム・ザ・ダークサイド 3つの闇の物語 Tales from the Darkside (1988)
- アメリカン・プレイハウス American Playhouse (1989 - 1990)
- ロー&オーダー Law & Order (1990, 1998)
- Dr.マーク・スローン Diagnosis Murder (1994)
- ニューヨーク・ニュース New York News (1995)
- Dead Man's Walk (1996)
- Aliens in the Family (1996)
- コスビー Cosby (1998)
- セックス・アンド・ザ・シティ Sex and the City (1998)
- ホミサイド/殺人捜査課 Homicide: Life on the Street (1999)
- Madigan Men (2000)
- ワン・ライフ・トゥ・リヴ One Life to Live (2001 - 2003)
- サード・ウォッチ Third Watch (2002, 2003)
- LAW & ORDER:性犯罪特捜班 Law & Order: Special Victims Unit (2003)
- One Tree Hill One Tree Hill (2008)
- アーミー・ワイフ Army Wives (2009)
- アズ・ザ・ワールド・ターンズ As the World Turns (2009, 2010)
- グッド・ワイフ The Good Wife (2012)
- ブルーブラッド 〜NYPD家族の絆〜 Blue Bloods (2014)

### ビデオゲーム
- マックスペイン Max Payne (2001) - 声の出演